# Diecezja Annecy
Diecezja Annecy (łac. Diœcesis Anneciensis) – diecezja Kościoła rzymskokatolickiego w południowo-wschodniej Francji. Została erygowana 15 lutego 1822 roku. Do 2002 przynależała do metropolii Chambery, a po jej likwidacji została włączona do metropolii Lyonu.

## Główne świątynie
- Katedra: Katedra św. Piotra w Annecy
- Bazyliki mniejsze:
  - Bazylika Nawiedzenia Najświętszej Maryi Panny w Annecy
  - Bazylika św. Franciszka Salezego w Thonon-les-Bains
  - Bazylika św. Józefa w Annecy

## Biskupi diecezjalni
- Claude-François de Thiollaz (1822–1832)
- Pierre-Joseph Rey (1832–1842)
- Louis Rendu (1843–1859)
- Claude-Marie Magnin (1861–1879)
- Louis Isoard (1879–1901)
- Pierre-Lucien Campistron (1901–1921)
- Florent du Bois de la Villerabel (1921–1940)
- Auguste Cesbron (1940–1962)
- Jean-Baptiste-Étienne Sauvage (1962–1980)
- Hubert Barbier (1984–2000)
- Yves Boivineau (2001–2022)
- Yves Le Saux (od 2022)